# Hemiscyllium trispeculare
Espèce
Synonymes
Chiloscyllium trispeculare
Statut de conservation UICN

 LC  : Préoccupation mineure
Répartition géographique
Le Requin-chabot marquéterie (Hemiscyllium trispeculare) vit dans le Pacifique ouest, de 8 à 22°Sud et de la surface à -50 mètres. Il peut atteindre 60 cm. de long.